# Estación de Sant Vicent del Raspeig (TRAM Alicante)
Sant Vicent del Raspeig es una estación del TRAM Metropolitano de Alicante donde presta servicio la línea 2. Está situada en pleno centro del casco urbano de San Vicente del Raspeig, frente al Centro de Salud San Vicente II. Es la última parada de la línea 2 del Tram, aunque se está pensando una futura prolongación hasta el Hospital.

## Localización y características
Se encuentra ubicada en la calle Alicante, a la altura del cruce con las calles Doctor Marañón y Ciudad Jardín. En esta parada finalizan su recorrido los tranvías de la línea 2, inaugurada el 4 de septiembre de 2013. Dispone de dos andenes y dos vías.

## Líneas y conexiones
| << Cabecera | < Estación  | Línea | Estación > | Cabecera >>             |
| ----------- | ----------- | ----- | ---------- | ----------------------- |
| Luceros     | Universitat |       | Terminal   | Sant Vicent del Raspeig |

## Evolución del Tráfico
La evolución del número de viajeros en Sant Vicent del Raspeig en los últimos años ha sido la siguiente:
| Año       | 2017    | 2018    | 2019    | 2020    | 2021    | 2022    |
| --------- | ------- | ------- | ------- | ------- | ------- | ------- |
| Pasajeros | 385.303 | 605.161 | 658.642 | 402.433 | 494.251 | 686.983 |